# Mohammad Ghalibaf
Mohammad Bagher Ghalibaf (en persan : محمد باقر قالیباف, Mohammad Bāqer Qālibāf), né près de Mashhad le 23 septembre 1961, est un homme politique iranien. 
Il est maire de Téhéran de septembre 2005 à août 2017. Il a fait plusieurs candidatures infructueuses à la présidence de la république d'Iran. Ghalibaf est président de l'Assemblée iranienne depuis mai 2020.

## Biographie

### Jeunesse et carrière militaire
Né en septembre 1961 à Torghabeh près de Mashhad, il rejoint l'effort de guerre de l'Iran contre l'Irak à l'âge de 19 ans. il gravit rapidement les échelons. Il devient, à l'âge de 22 ans, un général des Gardiens de la Révolution.
Il passe une maîtrise de géographie politique en 1996, suivie d'un doctorat dans la même matière en 2001 à l'université Tarbiat Modares (en).
En 1998, il devient commandant de l'armée de l'air des gardes.

### Carrière dans la police
Il est choisi par Ali Khamenei pour succéder au général Hedayat Lotfian (en) au poste de chef de la police pendant l'été 1999 après les protestations étudiantes en Iran de juillet 1999.
C'est durant son mandat de chef de la police que Ghalibaf déclenche pour la première fois une campagne de modernisation. Ses efforts de réforme ont abouti à une refonte de la force de police, à des mises à niveau de l'équipement, ainsi qu'à la mise en place d'une ligne d'urgence nationale. En période de troubles, Ghalibaf s'est présenté comme une force apaisante entre les masses protestataires et les autorités plus répressives. 
Il a également réussi à gérer les protestations étudiantes en Iran de 2003 (en) sans provoquer de pertes humaines ou d'accidents graves[réf. nécessaire]. Néanmoins, dans un enregistrement, il se vante d'avoir ordonné à la police de tirer sur des manifestants lors de manifestations sur le campus en 2003.
Il a tenu le rôle de porte-parole spécial du président Mohammad Khatami dans le comité pour la résolution des problèmes de circulation routière.

### Élection présidentielle de 2005
Ghalibaf démissionne de ses fonctions dans la police le 5 avril 2005 pour se consacrer à sa candidature à l'élection présidentielle. Il cherche à changer son image de chef de la police en mettant des costumes colorés. Ses conseillers s'inspirent de Tony Blair pour le présenter comme le candidat qui défend les intérêts des classes moyennes et pousse à des réformes. Il est éliminé dès le premier tour avec 13,89 % des suffrages.

### Mairie de Téhéran
(avril 2023).
En septembre 2005, il est élu par le conseil municipal de Téhéran par 8 voix sur 15 pour succéder à Mahmoud Ahmadinejad en tant que maire de la ville.
En janvier 2017, un feu ravage le Plasco, un immeuble du centre de Téhéran qui comprend de nombreux commerces textiles. Le bâtiment s'effondre et tue 26 personnes dont 16 pompiers. Ghalibaf est très critiqué par la population, certains demandant sa démission, pour le manque de contrôle des équipements de sécurité et le manque d'équipement des pompiers. Le président Hassan Rohani ouvre une enquête sur cet incendie et son traitement,,,.
En huit ans comme maire de Téhéran, Mohammad Ghalibaf, modernisateur engagé, a remodelé la ville de 10 millions d'habitants. Il a fait sortir des quartiers entiers de la terre, a pioché dans des coffres privés pour construire des autoroutes, des ponts et des tunnels de métro. Il a soumis les étudiants indisciplinés et des bureaucraties complexes. Ses deux mandats ont vu de profondes réformes de la fonction publique et la transparence budgétaire. Il a également érigé de nouveaux cinémas et centres culturels, planté des millions d'arbres et couvert la ville de quelque 1 500 parcs.[non neutre]
Pour financer ses efforts, Ghalibaf a développé un talent pour trouver de nouveaux flux de trésorerie. Ses réalisations en matière d'infrastructure comprennent l'expansion à deux niveaux de l'autoroute Sadr et le tunnel Niyayesh de 10 km qui relie deux des autoroutes centrales de la ville, ainsi que l'expansion du métro de Téhéran. Les deux projets ont été réalisés en coopération avec des entreprises chinoises. L'accélération de la construction du métro, en particulier, est un camouflet pour le rival de longue date de Ghalibaf, le président Mahmoud Ahmadinejad, qui avait hésité à distribuer de l'argent des agences gouvernementales pour financer le projet.[non neutre]
En dépit de préoccupations concernant son bilan en matière de droits de l'homme, ces réalisations lui ont valu une grande popularité.

### Élection présidentielle de 2013
Ghalibaf est retenu candidat pour l'élection présidentielle de 2013. Il se présente alors comme un candidat proche des religieux. Il obtient 16,55 % des voix au premier tour, derrière Hassan Rouhani qui l'emporte dès le premier tour.

### Campagnes de 2017
Ghalibaf est retenu candidat pour l'élection présidentielle de 2017. La thématique principale de sa campagne est la défense des intérêts des pauvres et des familles modestes. Il se fait, cette fois, le pourfendeur des « 4 % » qui ont le pouvoir et l'argent et qui « suçent le sang » des 96 % d'Iraniens. Le 15 mai 2017, il renonce au profit d'Ebrahim Raïssi. Peu après, Raïssi annonce que Ghalibaf fera partie de son gouvernement s'il est élu mais Hassan Rohani, le président sortant, est réélu dès le premier tour avec plus de 58 % des voix.
Le même jour que l'élection présidentielle ont lieu des élections municipales et, à Téhéran, les candidats « réformateurs » obtiennent tous les sièges au conseil municipal. En août 2017, le conseil municipal élit Mohammad-Ali Najafi (en), un réformateur, comme maire de Téhéran,.

### Membre du parlement iranien depuis 2020
Lors des élections législatives iraniennes de 2020, Mohammad Ghalibaf remporte plus de 1,2 million de voix, davantage que tout autre candidat de la capitale. Sa victoire est perçue comme pouvant être mise à profit pour une nouvelle candidature à la présidence en 2021.
Le 28 mai 2020, Ghalibaf est élu président du Madjles, le parlement monocaméral iranien. Il succède à Ali Larijani.
Il conserve son poste après les élections législatives de mai 2024.
En février 2025, Ghalibaf et le ministre des Affaires étrangères Abbas Araghtchi représentent l'Iran aux funérailles du secrétaire général du Hezbollah libanais Hassan Nasrallah à Beyrouth.

### Élection présidentielle de 2024
En juin 2024, Ghalibaf dépose sa candidature à l'élection présidentielle de juin 2024. Il s'agit d'une élection anticipée entraînée par la mort du président Ebrahim Raïssi. Sa candidature est autorisée par le Conseil des gardiens de la Constitution. À l'issue du premier tour, il termine troisième, recueillant 14,34 % des voix exprimées, ne se qualifiant donc pas pour le second tour. Il appelle alors à soutenir le candidat conservateur Saïd Jalili contre le réformiste Massoud Pezeshkian.